# Anandra griseipennis
Anandra griseipennis är en skalbaggsart. Anandra griseipennis ingår i släktet Anandra och familjen långhorningar.

## Underarter
Arten delas in i följande underarter:
- A. g. griseipennis
- A. g. floresica